# Pseudoparanaspia chewi
Pseudoparanaspia chewi är en skalbaggsart som beskrevs av Antonio Vives och Heffern 2001. Pseudoparanaspia chewi ingår i släktet Pseudoparanaspia och familjen långhorningar. Inga underarter finns listade i Catalogue of Life.